# Dysstroma carescotes
Dysstroma carescotes är en fjärilsart som beskrevs av Louis Beethoven Prout 1938. Dysstroma carescotes ingår i släktet Dysstroma och familjen mätare. Inga underarter finns listade i Catalogue of Life.